# 白石珠江
白石 珠江（しらいし たまえ、1952年9月8日 - ）は、日本の女優。東京都出身。劇団民藝所属。

## 来歴
桐朋学園短期大学卒業後、1975年に劇団民藝に入団した。

## 出演

### 舞台
- 2005年　 『あした天気になぁれ』 本橋靖子役（稽古場）
- 2005年　 『火山灰地』 年上の娘役
- 2008年　 『浅草物語』 うめ役
- 2008年　 『選択 一ヶ瀬典子の場合』 一ヶ瀬典子役
- 2009年　 『霞晴れたら』 前島好子役
- 2009年　 『言葉』 ギラ役（稽古場）
- 2010年　 『どろんどろん』 お幸役
- 2011年　 『アンネの日記』 フランク夫人役（川崎公演）
- 2012年　 『うしろ姿のしぐれてゆくか』 妻・咲野役
- 2012年　 『罪』 里見鈴江役（稽古場）
- 2012年　 『冬の花 ヒロシマのこころ』 八杉夫人役
- 2013年　 『無欲の人』 熊谷秀子役
- 2014年　 『アンネの日記』 フランク夫人役（稽古場）
- 2014年　 『シズコさん』 トモコ役
- 2015年　 『大正の肖像画』 相馬良役
- 2015年　 『卵の中の白雪姫』 その小間使い（女2）役（稽古場）
- 2016年　 『篦棒』 遠藤冴役
- 2017年　 『アンネの日記』 フランク夫人役（川崎公演）
- 2017年　 『野の花ものがたり』真島時枝役
- 2018年　 『アンネの日記』 フランク夫人役（神奈川）
- 2018年　 『大正の肖像画』 相馬良（愛蔵の妻）役（各地）
- 2019年　 『新・正午浅草』お歌（荷風の昔の妾）役
- 2019年　 『野の花ものがたり』真島時枝役（各地）
- 2020年　 『ワーニャ、ソーニャ、マーシャ、と、スパイク』ソーニャ役
- 2024年　 『ミツバチとさくら』増田啓子役[2]
- 2025年　 『東京物語』（三越劇場）[3]

### テレビドラマ
- 『慶次郎縁側日記』（NHK）
- 『はぐれ刑事純情派』（テレビ朝日）
- 『はみだし刑事情熱系』（テレビ朝日）
- 『相棒12』（テレビ朝日）
- 『琥珀』（テレビ東京）
- 『渡る世間は鬼ばかり～三時間スペシャル～』（TBS）
- 『逆転人生』（NHK）

### テレビアニメ
- のんのんびより（2013年、ほのかの祖母）

### ラジオ
- 『朗読の時間』（NHK）